# Topoľčany
Topoľčany es la capital del distrito de Topoľčany en la región de Nitra, Eslovaquia, con una población estimada a final del año 2024 de 23 985 habitantes.
Se encuentra ubicada al norte de la región, cerca del río Nitra (cuenca hidrográfica del Danubio) y de la frontera con las regiones de Trnava y Trenčín.

## Celebridades
- Aquí nació Robert Fico.

## Demografía
| Año        | 1994   | 2004     | 2014    | 2024    |
| ---------- | ------ | -------- | ------- | ------- |
| Población  | 32 156 | 28 728   | 26 421  | 23 985  |
| Diferencia |        | −10,66 % | −8,03 % | −9,21 % |

| Año        | 2023   | 2024    |
| ---------- | ------ | ------- |
| Población  | 24 086 | 23 985  |
| Diferencia |        | −0,41 % |